# SDK2
SDK2‏ (Sidekick cell adhesion molecule 2) هوَ بروتين يُشَفر بواسطة جين SDK2 في الإنسان.